# 莫愁女幻想曲
莫愁女幻想曲（ばくしゅうじょげんそうきょく）は、中華人民共和国の作曲家何占豪による二胡協奏曲。

## 内容
内容は南京の莫愁湖に伝わる「莫愁女」の伝説をもとにしている。莫愁は寧山王府に仕える美しい瞳をもった召使いであった。公子の徐澄と相思相愛になるが、嫉妬した徐澄夫人は莫愁女の目をえぐり取ってしまう。絶望した莫愁は湖に身を投げ、自殺してしまう。

## 構成
4楽章から構成されている。
1. Adagio：莫愁の愛に期待する気持ちが描かれている。
2. Allegretto：徐公子の気持ちと徐家の人々の反対、莫愁の不安と苦痛。
3. Largo：公子の妻に囚われた莫愁の哀しみ。
4. Presto-Largo：プレストで莫愁の投身を描き、最後のラルゴでは冒頭の主題が再現されるが悲壮な曲調である。